# Cổ lọ (áo)

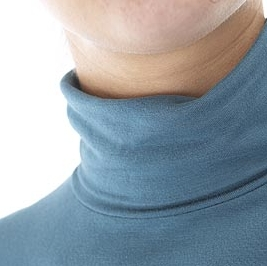
Áo cổ lọ đàn ông

Áo cổ lọ (tiếng Anh: polo neck, roll-neck (UK) hay turtleneck) là một loại áo, thường là áo len hoặc áo thun với kiểu cổ áo kín cao, có thể kéo lên hoặc sắn lại để che cổ người mặc. Áo cổ lọ được nhiều người mặc ở những vùng có khí hậu lạnh.